# Guido Alvarenga
Pour les articles homonymes, voir Alvarenga.
Guido Virgilio Alvarenga, né le 24 août 1970 à Asuncion, est un footballeur paraguayen des années 1990 et 2000.

## Biographie
En tant que milieu, Guido Alvarenga est international paraguayen à 21 reprises (1995-2003) pour 2 buts.
Il fait partie des joueurs sélectionnés pour la Copa América 1991 mais il ne joue aucun match et de plus le Paraguay est éliminé au premier tour.
Il fait aussi les JO 1992, où le Paraguay termine quart-de-finaliste.
Il participe à deux éditions de la Copa América (1999 et 2001). Lors de la première, il est quart-de-finaliste, et lors de la seconde, le Paraguay est éliminé au premier tour mais néanmoins, il inscrit un but contre le Brésil, à la 11e minute sur penalty (1-3).
Il participe à la Coupe du monde de football de 2002. Titulaire contre l'Afrique du Sud, il ne joue pas contre l'Espagne. Il est titulaire contre la Slovénie. Qualifié pour les huitièmes de finale, le Paraguay affronte l'Allemagne, mais Guido Alvarenga ne joue pas. Le Paraguay est sorti en huitièmes.
En club, il évolue dans différents clubs paraguayens (Cerro Porteño, Club Libertad et Club Olimpia), argentins (Textil Mandiyú et Club Atlético Banfield), péruviens (Universitario de Deportes), mexicains (FC León) et japonais (Kawasaki Frontale). Il remporte quatre championnats du Paraguay et une Recopa Sudamericana en 2003.

## Palmarès
- Coupe de la Ligue japonaise de football
  - Finaliste en 2000

- Recopa Sudamericana
  - Vainqueur en 2003

- Championnat du Paraguay de football
  - Champion en 1990, en 2002, en 2003 et en 2004
  - Vice-champion en 1991 et en 1999